# PlaneSense
PlaneSense ist ein US-amerikanisches Luftfahrtunternehmen mit Sitz in Portsmouth, New Hampshire. Das Unternehmen wurde 1996 gegründet und bietet analog zum Carsharing die organisierte gemeinschaftliche Nutzung von über fünfzig Flugzeugen der Muster Pilatus PC-12 und Pilatus PC-24 an. Im Mai 2023 erhielt PlaneSense von Pilatus Aircraft die zweitausendste von Pilatus produzierte PC-12 und verfügte damit über 43 PC-12 und 11 PC-24.